# سیاهرگ‌های مغزی
در بدن انسان، سیاهرگ‌های مغزی (انگلیسی: Cerebral veins)، رگ‌های خونی در جریان خون مغزی هستند که خون را از مخ در مغز انسان تخلیه می‌کنند. آنها بر اساس قسمت‌های بیرونی یا درونی نیم‌کره‌های مغز که به آن‌ها تخلیه می‌شوند، به گروه‌های بیرونی (سیاهرگ‌های سطحی مغز) و درونی (سیاهرگ‌های درونی مغز) قابل تقسیم هستند.

## سیاهرگ‌های بیرونی
سیاهرگ‌های مغزی بیرونی که به عنوان سیاهرگ‌های سطحی مغز شناخته می‌شوند، عبارتند از سیاهرگ‌های مغزی بالایی، سیاهرگ‌های مغزی پایینی و سیاهرگ‌های مغزی میانی. سیاهرگ‌های مغزی بالایی در سطوح بالایی نیمکره‌ها به سینوس ساژیتال فوقانی تخلیه می‌شوند. سیاهرگ‌های مغزی فوقانی شامل سیاهرگ آناستوموتیک فوقانی می‌شوند.

## سیاهرگ‌های درونی
سیاهرگ‌های مغزی درونی به عنوان سیاهرگ‌های مغزی عمقی نیز شناخته می‌شوند و قسمت‌های داخلی عمیق نیمکره‌ها را تخلیه می‌کنند.